# Cambridge City FC
Cambridge City FC är en engelsk fotbollsklubb i Cambridge, grundad 1908. Hemmamatcherna spelas på City Ground. Klubbens smeknamn är The Lilywhites. Klubben spelar i Isthmian League Division One North.

## Historia
Klubben bildades 1908 under namnet Cambridge Town FC, då Cambridge inte fått stadsrättigheter vid tillfället, och de var engagerade i amatörsport. Klubben spelade i Southern Amateur League och man utvecklade en stark rivalitet med Ipswich Town både på och vid sidan av fotbollsplanen. 1936 fick klubben en inbjudan att gå med i The Football League, men avböjde med motiveringen att man skulle behålla sin amatörstatus. Ipswich, som fått samma erbjudande, nappade däremot.
När fotbollen återupptogs efter andra världskriget gick Cambridge Town med i Spartan League och man vann ligan tre gånger mellan 1945 och 1950 innan man anslöt till Athenian League inför säsongen 1950/51. När Cambridge fick stadsrättigheter 1951 skickade både Cambridge Town och grannklubben Abbey United in en ansökan om namnändring till Cambridge City. Cambridge Towns ansökan kom in först och därför ändrade Abbey United sitt namn till Cambridge United. 1958, 22 år efter att man tackat nej till att gå med i The Football League, gick Cambridge City med i Southern Football Leagues South-Eastern Section som en professionell fotbollsklubb.
Under större delen av 1960-talet låg man på den övre halvan av Southern Football League Premier Division; höjdpunkten under den här tiden var ligasegern 1962/63. Säsongen 1967/68 slutade på nedflyttningsplats och de två kommande säsongerna spelades i Division One innan man var tillbaka i Premier Division igen. Större delen av 1990-talet tillbringade man på den nedre halvan av tabellen, men därefter lyckades man bättre och tillhörde den övre halvan i stället. Både 2004/05 och 2005/06 lyckades man bra i FA-cupen och tog sig till andra respektive första omgången.
Efter att Cambridge United valdes in i The Football League har City kämpat för att dra till sig så stor publik som rivalerna på andra sidan staden. I början av 1980-talet hade man mindre än 200 åskådare i snitt på matcherna; det här har förbättrats de senaste åren och numera har man ett snitt på ungefär 500.

## Spelardräkt & emblem
Cambridge City har traditionellt spelat i vita tröjor, detta har gjort att klubben kallats The Lilywhites.
Klubbens emblem är en förenklad version av Cambridges vapensköld, den föreställer en befäst bro över en flod.

## Meriter
- Southern Amateur Football League: 1920/21, 1927/28, 1928/29, 1930/31, 1931/32
- Spartan League: Tre gånger mellan 1945 och 1950
- Southern Football League: 1962/63
- Southern Football League Southern Division: 1985/86

## Övrigt
Sedan klubben bildades har man bara degraderats två gånger.